# Serralunga d'Alba
Serralunga d'Alba är en ort och kommun i provinsen Cuneo i regionen Piemonte i Italien. Kommunen hade 575 invånare (2018).